# 第一刑事部的烏鴉
《第一刑事部的烏鴉》是淺見理都所創作的日本漫畫，連載於《Morning》2018年第24號至2019年第14號。
2021年獲改編為電視劇，於4月5日至6月14日在富士電視台「月9」時段播出，由竹野内豐主演，共11集。電影版於2023年1月13日上映。

## 出版書籍
| 卷數 | 講談社         | 講談社                 |
| 卷數 | 發售日期       | ISBN                   |
| ---- | -------------- | ---------------------- |
| 1    | 2018年8月23日  | ISBN 978-4-06-512370-6 |
| 2    | 2018年12月21日 | ISBN 978-4-06-513972-1 |
| 3    | 2019年3月22日  | ISBN 978-4-06-514950-8 |
| 4    | 2019年6月21日  | ISBN 978-4-06-516018-3 |

## 電視劇

### 演員列表
- 入間道雄：竹野内豐
- 坂間千鶴：黑木華
- 石倉文太：新田真劍佑
- 井出伊織：山崎育三郎
- 濱谷澪：櫻井由紀
- 一之瀨糸子：水谷果穗
- 川添博司：中村梅雀
- 城島怜治：升毅
- 日高亞紀：草刈民代
- 駒澤義男：小日向文世

### 客串演出

#### 第一集
- 江波和義：勝村政信

傷害事件原告 / 眾議院議員。
- 長岡誠：萩原利久

傷害事件被告 / 大學生。
- 長岡洋一郎：松澤一之

長岡誠的父親 / 江波和義的前秘書。
- 相馬真弓：松本若菜

事故目擊者 / 奈奈的母親。
- 相馬奈奈：古川凛

真弓的女兒。
- 淺井登：生津徹

長岡誠的律師。
- 益子：貴山侑哉

民事部檢察官。
- 法庭見習的中學生：北原十希明
- 旁聽者：長田庄平
- 旁聽者：松尾駿

#### 第二集
- 深瀨瑤子：前田敦子

因涉嫌虐童而被起訴 / 人氣料理研究家。
- 香田隆久：馬場徹

深瀨瑤子一審時的法官 / 香田健一郎的兒子
- 深瀨詩織：山內呂葉

瑤子的女兒。
- 深瀨啓介：澀谷謙人

瑤子的丈夫。
- 深瀨弘子：松金米子

瑤子的婆婆。
- 土屋里美：西尾麻里

瑤子的律師。
- 足達克己：金井勇太

小兒科醫師。
- 小野田祥子：金智順

托兒所的保育士。
- 香田健一郎：石丸謙二郎

最高法院秘書處的秘書長。
- 旁聽者：内海崇
- 旁聽者：駒場孝

#### 第三集
- 藤代省吾：岡田義德

殺人&遺體毀損事件的被告/玻璃工坊的工匠。
- 野上哲司：成松修

被害人/區公所職員。
- 野上奈緒：佐津川愛美

野上哲司的妻子 / 笹原署的警察。
- 野上碧：渡邊心結

奈緒的女兒。
- 岡崎惠一：水間論

笹原署的刑警 / 負責搜查藤代的殺人事件。
- 迫田淳史：大河内浩

笹原署署長。
- 堀口義則：越村友一

笹原署刑事部長。
- 支部長：森永徹

東京地方裁判所第3支部支部長。
- 津田丈弘：神崎孝一郎

前保護官。
- 益子：貴山侑哉

民事部檢察官。
- 詐欺師：輝海
- 旁聽者：金ちゃん
- 旁聽者：坂井良多

#### 第四集
- 望月博人：田中偉登

搶劫案的未成年被告。
- 瀧本陸：細田佳央太

博人與未希情同手足的育幼院同伴。
- 吉澤未希：對比地杏奈

博人與陸情同手足的育幼院同伴。
- 坂間繪真：馬場富美加

千鶴的妹妹。
- 佐野春代：枝元萌

兒童養護設施的職員。
- 門田光彥：水野智則

博人兼職的遊園地「東京夢幻遊樂園」管理負責人。
- 辰巳浩之：夙川與務

博人的國選辯護律師。
- 青山瑞希：板谷由夏

律師。
- 稻垣司：前川泰之

律師。
- 詐欺罪、恐嚇罪的被告人：永野芽郁
- 槍砲彈藥刀械的被告人：廣瀨愛麗絲
- 竊盜罪的被告人：遠藤憲一
- 旁聽者：鈴木もぐら
- 旁聽者：水川かたまり

#### 第五集
- 槙原楓：黑澤明日香

傷害事件的被告 / 芭蕾舞教室老師。
- 矢口雅也：松木研也

傷害事件的被害 / 前訓練師。
- 元木次郎：阿南健治

吃霸王餐的被告人。
- 馬場恭子： 生田繪梨花

世界活躍的芭蕾舞者。
- 榎田真美：明星真由美

槙原楓的辯護律師。
- 手塚大輔：古谷佳也

元木次郎的辯護律師。
- 果步：水上京香

馬場恭子的證人 /「槙原芭蕾舞團」的團員。
- 馬場恭子的證人：武田梨奈

「槙原芭蕾舞團」的團員。
- 志摩總一郎：羽場裕一

岸田茂竊盜事件的被害者 / 會計事務所所長 / 前國稅局職員。
- 小百合：ゆめっち

道雄粉絲會的成員。
- 賴子：かなで

道雄粉絲會的成員。

#### 第六集
- 岸田茂：笨蛋節奏

竊盜犯。
- 志摩總一郎：羽場裕一

岸田茂竊盜事件的被害者 / 會計事務所所長 / 前國稅局職員。
- 布施元治：中野剛

12年前事件被害者 / 東丸電機經營戰略部部長
- 仁科壯介：窪塚俊介

12年前事件被告者。
- 仁科由貴：臼田麻美

壯介的妹妹。
- 青山瑞希：板谷由夏

律師。
- 志真鍋伸：坂口和也

明報新聞記者 / 殉職。
- 真鍋智花：山田キヌヲ

真鍋伸的妻子 / 孕婦。
- 戶田啓次：中村元氣

真鍋伸的友人。
- 下山良太：長島令玖

送報員。
- 畠山：日向丈

前檢察官 / 律師。
- 小宮山明憲：鄭龍進

檢察官。
- 小宮山檢察官的擔當事務官：吉田怜菜
- 中森雅和：矢島健一

次長檢事。

#### 第七集
- 志摩總一郎：羽場裕一

岸田茂竊盜事件的被害者 / 會計事務所所長 / 前國稅局職員。
- 仁科壯介：窪塚俊介

12年前事件被告者。
- 仁科由貴：臼田麻美

壯介的妹妹。
- 青山瑞希：板谷由夏

仁科壯介的重審辯護律師。
- 真鍋智花：山田キヌヲ

真鍋伸的妻子 / 孕婦。
- 小宮山明憲：鄭龍進

檢察官。
- 中森雅和：矢島健一

次長檢事。
- 友坂良一：淵上泰史

前書記官 / 櫪木經營草莓園。
- 飯田加奈子：岡真由美

志摩總一郎前妻。
- 旁聽者：植野行雄

#### 第八集
- 潮川惠子：真凛

竊盜事件的嫌疑人。
- 山寺史繪：朝加真由美

竊盜事件的目撃者。
- 山寺信吾：大谷亮介

山寺史繪的丈夫 / 市議會議員。
- 潮川拓馬：森岡龍

潮川惠子的丈夫。
- 潮川螢：寺田藍月

拓馬&惠子的女兒。
- 潮川：勝倉惠子

拓馬的母親。
- 潮川：山下朱梨

拓馬的妹妹。
- 前橋幸則：渡邊佑太朗

書記官研修生。
- 磯崎由衣：夏目愛海

書記官研修生。
- 堤：阿部翔平

潮川惠子的辯護律師。
- 道彥：武井壯

道夫的外甥。

#### 第九集
- 高見梓：春木美佐代

事件被告人 / 家政婦。
- 桐島優香：八木小織

被害者 / 希美的母親。
- 桐島希美：松風理咲

優香的女兒。
- 大前正一：山崎銀之丞

陪審員 / 補習班講師。
- 落合清美：池津祥子

陪審員 / 婚友社的業務。
- 田部公平：山口森廣

陪審員 / 土木作業員。
- 立原理沙子：太田順子

陪審員 / 主婦。
- 西園寺勝則：永田崇人

陪審員 / 證券公司業務。
- 小中渚：羽瀬川なぎ

陪審員 / 大學生。
- 新村早苗：行平愛佳

候補陪審員 / 派遣社員。
- 辰巳浩之：夙川與務

高見梓的國選辯護律師。
- 藪下：堀家一希
- 旁聽者：伊藤俊介

#### 第十集
- 流浪漢（御手洗真一）：板尾創路

傷害事件的被告人。
- 朝倉純：小野寺晃良

事件被害人。
- 青山瑞希：板谷由夏

流浪漢（御手洗真一）的辯護律師。
- 多惠：銀粉蝶

青山瑞希的母親 / 護理師。
- 坂口剛：市川理矩

朝流浪漢丟石頭的高中生。
- 朝流浪漢丟石頭的高中生：中本大賀
- 流浪漢：遠山俊也

被高中生丟石頭的流浪漢。
- 原口秀夫：米村亮太朗

鷹和建設人事部長。
- 的場直道：金井良信

鷹和建設社長。
- 中森雅和：矢島健一

次長檢事。
- 橋本圭史：谷口翔太

記者。
- 旁聽者：矢部太郎
- 旁聽者：古賀憲

#### 第十一集
- 本昭：大西ユースケ

塌方事故而喪生的受害者。
- 笹岡庸介：菅原健

過失傷害的被告 / 大學生。
- 安齋高臣：佐佐木藏之介

眾議院議員。
- 田之上幸三：篠井英介

安齋高臣的秘書。
- 本由美子：三谷悅代

本昭的母親。
- 本步：有山實俊

本昭的兒子。
- 青山瑞希：板谷由夏

律師。
- 原口秀夫：米村亮太朗

鷹和建設人事部長。
- 原口芽衣：櫻井愛愛

原口秀夫的女兒。
- 的場直道：金井良信

鷹和建設社長。
- 青柳建作：岡田優

鷹和建設的現場監督。
- 戶田順二：山崎畫大

勞動監督基準署過重勞動撲滅特別對策班的管理官 / 安齋的大學後輩。
- 香田健一郎：石丸謙二郎

最高法院秘書處的秘書長。
- 江原諭：橋本哲

關東律師協會理事長 / 青柳的辯護律師。
- 香田隆久：馬場徹

深瀨瑤子一審時的法官 / 香田健一郎的兒子。
- 道彥：武井壯

道夫的外甥。
- 柳澤美知惠：筧美和子

道夫的外甥女。
- 富永：野崎數馬

熊本地方裁判所第2支部書記官。
- 早紀：橋爪溪

熊本地方裁判所第2支部書記官。
- 旁聽者：昴生
- 旁聽者：亞生

### 製作團隊
- 原作：淺見理都『第一刑事部的烏鴉』（講談社Morning KC刊）
- 劇本：濱田秀哉
- 導演：田中亮、星野和成、森脇智延、並木道子
- 配樂：服部隆之
- 主題曲：WGB「Starlight」（Universal Sigma）
- 製作人：後藤博幸、有賀聰、橋爪駿輝
- 協力製作人：古郡真也
- 制作協力：K Factory
- 制作・著作：富士電視台第一制作室

### 播出日程
| 集數                                                                     | 播出日期 | 標題 | 導演     | 收視率 |
| ------------------------------------------------------------------------ | -------- | ---- | -------- | ------ |
| 第1話                                                                    | 4月05日  |      | 田中亮   | 13.9%  |
| 第2話                                                                    | 4月12日  |      | 田中亮   | 10.5%  |
| 第3話                                                                    | 4月19日  |      | 星野和成 | 12.7%  |
| 第4話                                                                    | 4月26日  |      | 田中亮   | 12.4%  |
| 第5話                                                                    | 5月03日  |      | 並木道子 | 12.3%  |
| 第6話                                                                    | 5月10日  |      | 星野和成 | 13.4%  |
| 第7話                                                                    | 5月17日  |      | 並木道子 | 13.6%  |
| 第8話                                                                    | 5月24日  |      | 森脇智延 | 11.7%  |
| 第9話                                                                    | 5月31日  |      | 星野和成 | 10.5%  |
| 第10話                                                                   | 6月07日  |      | 森脇智延 | 12.7%  |
| 最終話                                                                   | 6月14日  |      | 星野和成 | 13.9%  |
| 平均視聴率 12.6%（此收視率由Video Research根據關東地區家戶即時數據提供） |          |      |          |        |

## 電視劇特別篇
《鴉色刑事組 特別篇》於2023年1月14日播出。描述入間道雄離開一刑一年後的故事。

### 演員列表（特別篇）
- 入間道雄：竹野内豐
- 坂間千鶴：黑木華
- 駒澤義男：小日向文世
- 川添博司：中村梅雀
- 濱谷澪：櫻井由紀
- 石倉文太：新田真劍佑
- 一之瀨糸子：水谷果穗
- 岡林保：戶塚純貴
- 柊木雫：北川景子
- 城島怜治：升毅
- 井出伊織：山崎育三郎
- 諏訪遙人：高橋優斗（小傑尼斯 / HiHi Jets）
- 内田亘：嘉島陸
- 吉塚悟：小柳友
- 木内真菜：向里祐香
- 四宮陽一：宮世琉彌
- 本多綠：渡邊美穗
- 大藪重之：北村一輝
- 嶋津奈都子：中村杏
- 丹羽昭久：吉澤悠
- 青山瑞希：板谷由夏
- 佐倉朝子：堀田真由
- 月本信吾：齋藤工
- 赤城公子：西野七瀨
- 鵜城英二：向井理
- 日高亞紀：草刈民代
- 旁聽者：稻田直樹、河井讓
- 吉備放送播報員：小山內鈴奈

## 衍生劇集
《鴉色刑事組～井出伊織 愛的紀錄～》於2023年1月10日至14日連續5天於富士電視台播出。
描述由山崎育三郎飾演的菁英檢察官・井出伊織，為工作、為戀愛奔走的故事。

### 登場人物
- 井出伊織：山崎育三郎
- 入間道雄：竹野內豐
- 濱谷澪：櫻井由紀
- 一之瀨糸子：水谷果穗
- 赤城公子：西野七瀨
- 土井潤：柄本時生
- 岡山地裁秋名支部・支部長：立木文彥

### 製作團隊
- 編劇：濱田秀哉
- 配樂：服部隆之
- 製作人：高田雄貴、八尾香澄
- 導演：田中亮、岩城隆一

### 播放日程
| 集數   | 播出日期 | 副標題 | 導演     |
| ------ | -------- | ------ | -------- |
| 第1話  | 1月10日  |        | 田中亮   |
| 第2話  | 1月11日  |        | 田中亮   |
| 第3話  | 1月12日  |        | 岩城隆一 |
| 第4話  | 1月13日  |        | 田中亮   |
| 最終話 | 1月14日  |        | 岩城隆一 |

## 電影
《電影版 第一刑事部的烏鴉》於2023年1月13日上映。描述電視劇2年後的情況。

### 登場人物
- 入間道雄：竹野内豐

主人公。從熊本調至岡山縣秋名市。
- 坂間千鶴：黑木華

在道雄隔壁城鎮・日尾美町轉職擔任律師。
- 鵜城英二：向井理[5]

史上最年輕的菁英防衛大臣。
- 月本信吾：齋藤工[5]

與坂間組成搭檔的當地人權律師。駒澤是當時在司法修習時期的教官。
- 土井潤：柄本時生[6]

岡山地方裁判所秋名分部右陪席。一直抵抗道雄的作法。
- 赤城公子：西野七瀨[6]

岡山地方裁判所秋名分部左陪席。成績優秀，在對道雄的行動感到困惑的同時，一起追求真相。
- 駒澤義男：小日向文世[6]

一刑的部長法官。
- 井出伊織：山崎育三郎[6]

檢察官。在岡山與系子結婚。
- 濱谷澪：櫻井由紀[6]

一刑的書記官。
- 一之瀨糸子：水谷果穗[6]

一刑的前事務官。在岡山與井出結婚。
- 小早川悅子：吉田羊[7]

「Shikihama株式會社」的職業健康醫生。
- 小早川輝夫：宮藤官九郎[7]

悅子的丈夫，城鎮公所職員。
- 三田村武晴：尾上菊之助[7]

「Shikihama株式會社」的顧問律師。
- 木島昌弘：平山祐介[7]

「Shikihama株式會社」的工廠長。
- 植木幸太郎：八木勇征[7]

和菓子店員工。
- 島谷秀彰：津田健次郎[7]

貨船船長。已逝。
- 島谷加奈子：田中美奈實[7]

秀彰的妻子。被告人。

### 製作人員
- 原作：淺見理都《第一刑事部的烏鴉》（講談社MORNING KC 刊）
- 導演：田中亮
- 編劇：濱田秀哉
- 配樂：服部隆之
- 主題曲：Superfly「Farewell」[8]
- 製作人：高田雄貴、八尾香澄
- 攝影：四宮秀俊
- 剪輯：河村信二
- 音效：加藤大和
- 燈光：木村匡博
- 制片商：C&I Entertainment
- 製作：2023電影「第一刑事部的烏鴉」製作委員會（富士電視台、東寶、研音、講談社、FNS27社）
- 發行商：東寶

## 外部連結
- 講談社官方網站（日語）
- 富士電視台官方網站（日語）
  - 第一刑事部的烏鴉【官方】的X（前Twitter）（日語）
  - 【官方】第一刑事部的烏鴉 byみちもる会的Instagram帳戶（日語）
- 電影官方網站（日語）
- WakuWaku Japan官方網站（繁體中文）
- 緯來日本台官方網站（繁體中文）

| 日本 富士電視台 週一晚間九點連續劇            | 日本 富士電視台 週一晚間九點連續劇      | 日本 富士電視台 週一晚間九點連續劇 |
| --------------------------------------------- | --------------------------------------- | ---------------------------------- |
|                                               | 鴉色刑事組 （2021年4月5日－6月14日）    |                                    |
| 監察醫 朝顏2 （2020年11月2日－2021年3月22日） | Night Doctor （2021年6月21日－9月13日） |                                    |

| 臺灣 WakuWaku Japan 週日 23:00-24:00 | 臺灣 WakuWaku Japan 週日 23:00-24:00                 | 臺灣 WakuWaku Japan 週日 23:00-24:00 |
| ------------------------------------ | ---------------------------------------------------- | ------------------------------------ |
|                                      | 黑袍正義-鴉色刑事組- （2021年5月9日－2021年7月18日） |                                      |
| —                                    | —                                                    |                                      |

| 臺灣 緯來日本台 週一至週五 21:00-22:00   | 臺灣 緯來日本台 週一至週五 21:00-22:00           | 臺灣 緯來日本台 週一至週五 21:00-22:00 |
| ---------------------------------------- | ------------------------------------------------ | -------------------------------------- |
|                                          | 鴉色刑事法官 （2021年7月30日－8月13日）          |                                        |
| 東大特訓班1+2 （2021年7月2日－7月29日）  | 名偵探神助理 （2021年8月16日－8月27日）          |                                        |
| 妻子變成小學生 （2022年5月2日－5月13日） | 鴉色刑事法官 （重播） （2022年5月16日－5月30日） | 正直不動產 （2022年5月31日－6月14日）  |